# Jevhen Zaporožec'
Jevhen Dmytrovyč Zaporožec' (in ucraino Євген Дмитрович Запорожець?; 20 settembre 1994) è un calciatore ucraino, centrocampista dell'Epicentr.

## Carriera
Dopo aver esordito nel 2013 tra gli amatori dell'FC Dnipropetrovs'k, nel 2014 si trasferisce all'Inhulec', con la quale passa dalle serie amatoriali alla massima serie ucraina nel giro di sei anni.

## Palmarès

### Club

#### Competizioni nazionali
- Perša Liha: 1

Epicentr: 2024-2025